# Macerát

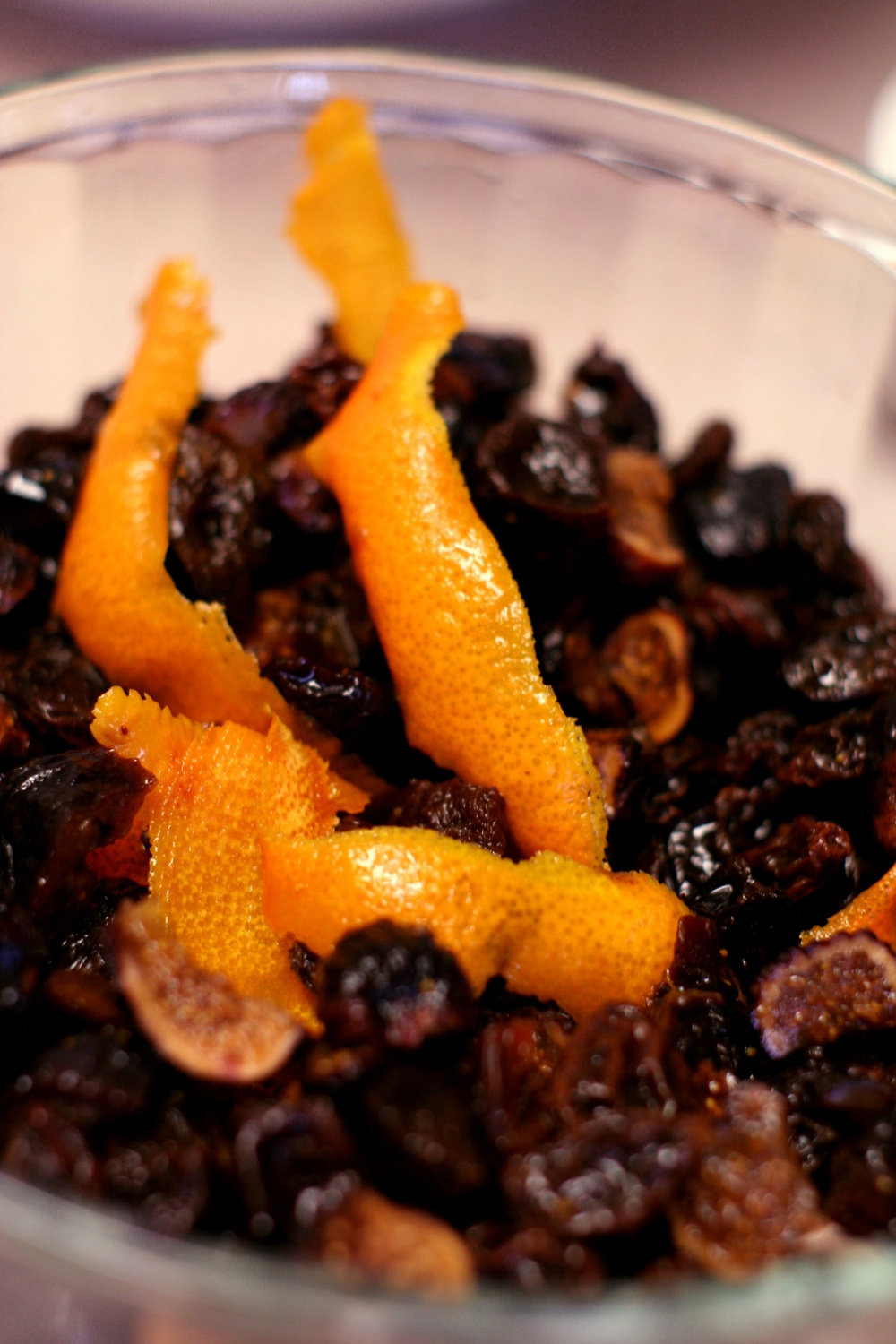
Louhování ovoce za účelem získání drogy

Macerát je výluh drogy za studena. Droga se přelije vodou o teplotě 15 až 20 °C a nechá se stát předepsanou dobu (např. 6 hodin) za občasného zamíchání; potom se výluh scedí. Tímto způsobem se připravují výluhy hlavně z drog obsahujících sliz.
Výhodou macerátu je oproti nálevu či odvaru zachování látek, jež by se horkou či vřící  vodou zničily. Minerály v macerátu obsažené mají povahu organickou, tedy jsou lépe využitelné a vstřebatelné pro lidský organismus. Macerát je dnes již poměrně hojně užívaný rovněž při přípravě studeného nápoje z čajovníku čínského, dosahuje se tak jemnější a vytříbenější chuti, nadto se zachovají katechiny (zvláště ceněné látky v čajovníku obsažené).